# Valico di Pesek
Il valico di Pesek (o anche valico di Pese, in sloveno mejni prehod Krvavi Potok) è un valico di frontiera fra l'Italia e la Slovenia. Rappresenta, per volume di traffico, uno dei principali valichi  confinari tra i due Paesi. È il valico stradale di frontiera più orientale d'Italia.
Collega le località di Pesek (in comune di San Dorligo della Valle, nell'ex provincia di Trieste) e di Chervari (Krvavi Potok) (in comune di Erpelle-Cosina). Da parte slovena è chiamato, per l'appunto, valico confinario di Chervari (mejni prehod Krvavi Potok).

## Descrizione
Il valico è detto di Pesek (anche Pese), dal nome della località nei pressi del quale è posizionato. Il nome sloveno deriva dalla località più vicina al valico, Chervari. Il valico è posizionato in zona boschiva, nelle vicinanze della cima del Monte Goli, e risulta il valico stradale più elevato dell'ex provincia di Trieste.
Da parte italiana vi termina la strada statale 14, proveniente da Trieste, e collegante il valico anche con il Raccordo autostradale 13, che la congiunge all'A4 per Venezia. Da parte slovena vi finisce la strada 7, che dopo aver connesso il valico con l'Autostrada Capodistria-Lubiana, prosegue, attraverso la Cicceria, verso il valico con la Croazia di Passiaco.
Il traffico è prettamente turistico. Da tale valico infatti si raggiungono Fiume, la costa orientale dell'Istria, il Quarnero e la Dalmazia. Il traffico merci si è ridotto con il completamento del collegamento autostradale tra Italia e Slovenia, tramite i valichi di Fernetti e Rabuiese. Dal 2017 tale traffico è stato, di fatto, eliminato, con l'entrata in vigore del divieto di transito per i veicoli con peso a pieno carico superiore alle 7,5 tonnellate, nel tratto della SS14 tra il bivio a H e il valico stesso.
Nei suoi pressi era presente anche un valico ferroviario, sulla Trieste-Erpelle, linea chiusa nel 1958.

## Storia
Il valico è stato istituito nel 1947, a seguito della modifica del confine orientale dell'Italia, disegnata dal trattato di Parigi. Il valico era di I° categoria, ovvero poteva essere attraversato da qualsiasi persona dotata di un documento valido per l'espatrio, e non solo chi era dotato di lasciapassare, che consentiva il passaggio anche sui valichi di II° categoria. Il valico era sempre aperto.
Fino al 1954 fu valico tra la zona A del Territorio Libero di Trieste e la Jugoslavia. Con l'annessione della zona A alla Repubblica italiana il valico divenne di frontiera tra l'Italia e la Jugoslavia, a cui subentrò, dal 1991, la neoindipendente Slovenia. 
Dall'11 marzo 2020 le autorità slovene, al fine di prevenire un aumento del numero dei contagi da COVID-19, stante la situazione italiana, decidono di incrementare i controlli sanitari al confine, lasciando aperti solo i valichi più importanti. Il valico di Pesek rimane aperto alla circolazione, ma con orari ridotti, dalle 5 alle 23. Dal 13 giugno 2020 le autorità slovene liberalizzano il passaggio per i cittadini del Friuli-Venezia Giulia, mentre il 15 giugno il transito viene liberalizzato per tutti i residenti in Italia.